# Dominique Peyramale
Marie-Dominique Peyramale (Momeras, França, 9 de gener de 1811 - Lorda, França, 8 de setembre de 1877) va ser un sacerdot catòlic francès del segle xix i arxipreste de Lorda el 1858, l'any de les aparicions de la Verge a Bernadeta Sobirós.

## Biografia
Marie-Dominique Peyramale, nascut el 9 de gener de 1811 a Momeras, al departament francès dels Alts Pirineus, va ser el quart fill d'un metge. Fou ordenat sacerdot el 1835 i nomenat vicari a la parròquia de Vic de Bigòrra. Dos anys més tard, es va convertir en el primer vicari de la parròquia de Saint-Jean, a Tarba. El 1851, va ser nomenat capellà de l'hospital civil i militar de Tarba.
El novembre de 1854, mentre esperava ser nomenat pastor de Vic de Bigòrra, el bisbe de Tarba li va oferir la menys important parròquia de Lorda. Al principi, Peyramale s'hi va negar, però finalment va acceptar. El 8 de desembre va ser nomenat i el 9 de gener de 1855 es va instal·lar a la seva nova parròquia. Brusc i apassionat, va adquirir a Lorda una gran reputació per la seva generositat amb els pobres.

### El projecte d'ampliació de l'església parroquial

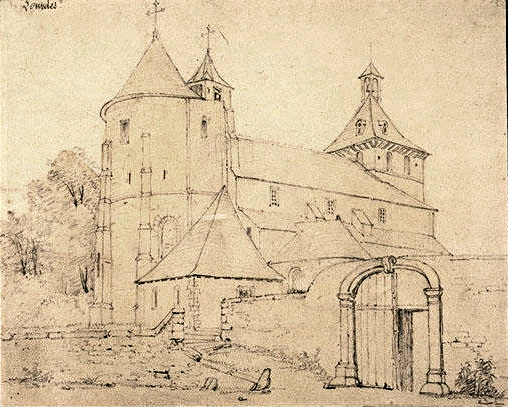
Antiga església parroquial de Saint-Pierre, que data al voltant del 1003, enderrocada el 1905

Al mateix moment d'arribar, segons Jean-Pierre Ardoin Saint Amand, va tenir el desig, que el perseguirà fins a la seva mort, d'ampliar o substituir la venerable església parroquial de Saint-Pierre (Sant Pere), que datava de mitjans de l'edat mitjana. No va ser fins al gener de 1857 que l'ajuntament va encarregar a l'arquitecte diocesà que estudiés la possibilitat d'una ampliació. L'alt cost de l'obra, així com els dubtes sobre la capacitat de les velles parets per a suportar els canvis de pes, va portar a l'ajuntament a votar a favor de l'aterrament de l'edifici per a construir un de nou. No obstant això, el treball no es va iniciar perquè ningú, excepte el capellà, en veia la urgència: el volum de la vella església de Sant Pere estava perfectament adaptat al nombre dels fidels, i l'edifici, ben mantingut, seguia sent fort. Peyramale va seguir insistint al bisbe, a l'ajuntament i al prefecte. Va ser llavors que, en paraules de Jean-Pierre Ardoin Saint Amand «la Verge Maria ha vingut a ajudar-nos».
Aquesta presentació dels fets, que la història ha triat, ha estat impugnada amb molta energia per Henri Bourgeois, el contractista de construccions públiques de Chartres que Peyramale va buscar per a l'acabament de l'església, perquè cap contractista local estava d'acord amb el projecte i la seva execució. Com s'indica més endavant, Henri Bourgeois demandà la comuna de Lorda als tribunals per falta de pagament. Es produirà en suport del seu recurs de cassació, en 1888, una memòria de 45 pàgines ben documentada i argumentada titulada «La nova parròquia de Lorda (Alts Pirineus): la seva llegenda i la seva història» on es descriu que la ciutat de Lorda era la veritable iniciadora i patrocinadora de l'obra, i que va usar al capellà Peyramale perquè era el que millor podia obtenir donacions dels fidels.

### Les aparicions

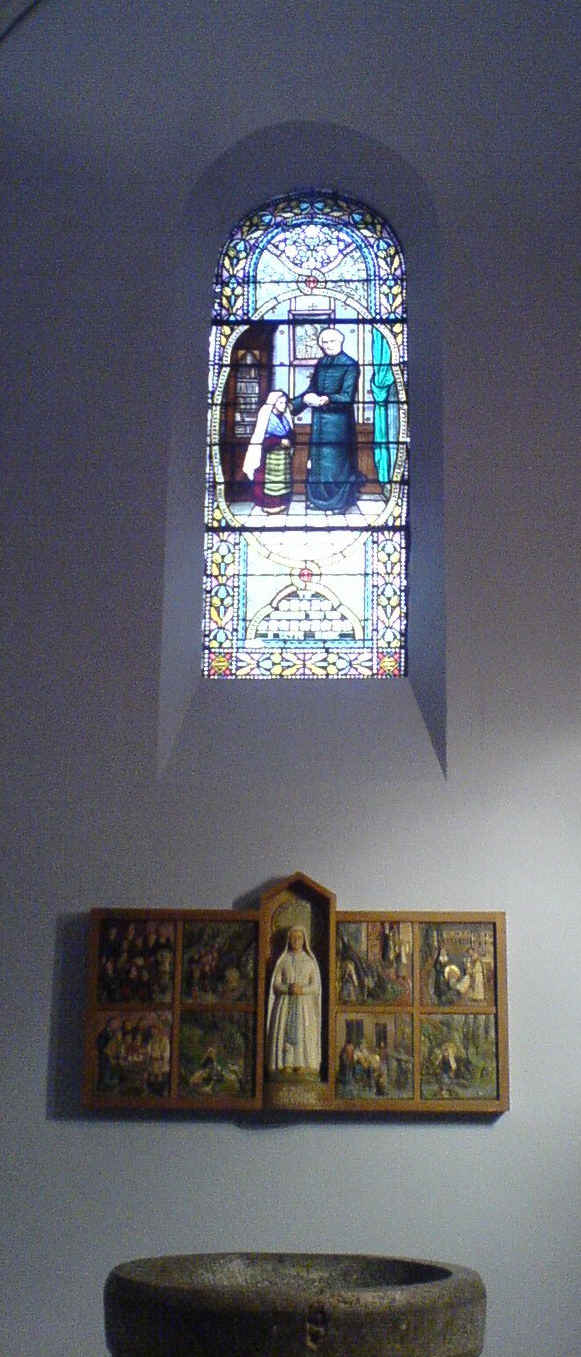
Vitrall de l'església parroquial de Lorda que il·lustra una trobada entre Peyramale i Santa Bernadeta. A la part inferior de la imatge, la pila baptismal en la qual va ser batejada Bernadeta. El vitrall va ser creat per Gabriel Loire

Entre l'11 de febrer fins al 16 de juliol de 1858, la jove Bernadeta Sobirós va dir ser el testimoni de les aparicions de la Mare de Déu en la gruta de Massavielha, prop de la ciutat de Lorda.
Peyramale, per instruccions del seu bisbe, el Monsenyor Laurence, no es va apropar a la cova durant les aparicions. Mai va veure per si mateix els efectes que produïen aquestes aparicions a Bernadeta. No obstant això, va delegar un observador, Jean-Baptiste Estrade, recaptador d'impostos, que es va convèncer immediatament de la sinceritat de la vident.
Peyramale es va involucrar profundament en els esdeveniments, interrogant a Bernadeta en diverses ocasions. Pensant que era un engany, va ser molt escèptic. Més tard es va convèncer de que l'experiència de Bernadeta era autèntica. El seu suport a la noia va ser tardà, però decisiu. Ell la va protegir, i es va oposar que la internessin com a malalta mental. També va informar molt favorablement a Monsenyor Laurence, que va convocar una junta d'investigació el 28 de juliol de 1858. Va ser responsable d'examinar a Bernadeta i comprovar la validesa dels miracles que van ocórrer en la cova. Peyramale, amb un caràcter massa partidista i massa difícil, es va excloure d'aquesta investigació en un principi, però finalment es va revelar indispensable la seva presència.
S'ha plantejat la qüestió de que si Peyramale va influir a Bernadeta en la seva vocació. L'historiador britànic Ruth Harris no creu que Peyramale empenyés a la noia a abraçar la vida religiosa, encara que evoca un treball pacient del capellà de Lorda: va induir a Bernadeta a romandre en l'oblit i en la humilitat de cara al tumultuós culte popular, perquè ella era l'objecte de culte i desviava les multituds de la cova.

### Organització i administració del pelegrinatge del santuari

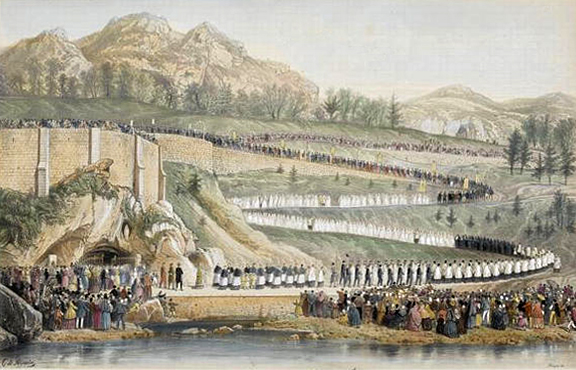
Processó en Lorda per la inauguració de l'estàtua de la cova. 4 d'abril de 1864.

Al 18 de gener de 1862, el bisbe Laurence va proclamar el caràcter sobrenatural i divina de les aparicions, i fa una crida a la generositat dels cristians per a finançar la capella desitjada per la Mare de Déu: «Vés a dir als sacerdots que vinguin aquí en processó i que em construeixin una capella», va dir la Verge a Bernadeta el 2 de març de 1858. Peyramale es converteix en el responsable de l'organització del pelegrinatge.
El lloc de les aparicions va ser adquirit quatre mesos abans pel bisbe. Peyramale va dissenyar la construcció de la gruta de Massavielha i la capella sobre ella. Es va rebel·lar contra la gasiveria de l'arquitecte, trencant-li el plànol establert i tirant els trossos al riu Gave. Per aquesta capella, ell la vol «magnífica», tan gran com es pugui acollir en la cimera de les roques de Massavielha. Vol una «obra mestra» realment digne de la Mare de Déu.
De forma paral·lela, per tal d'acomodar als pelegrins, Peyramale va vetllar l'arribada dels religiosos i va desenvolupar una infraestructura adequada.
El 4 d'agost de 1864, surt de l'església parroquial la primera processó cap a la cova, on Monsenyor Laurence va beneir la imatge de la Mare de Déu.

### La pèrdua de l'administració del santuari

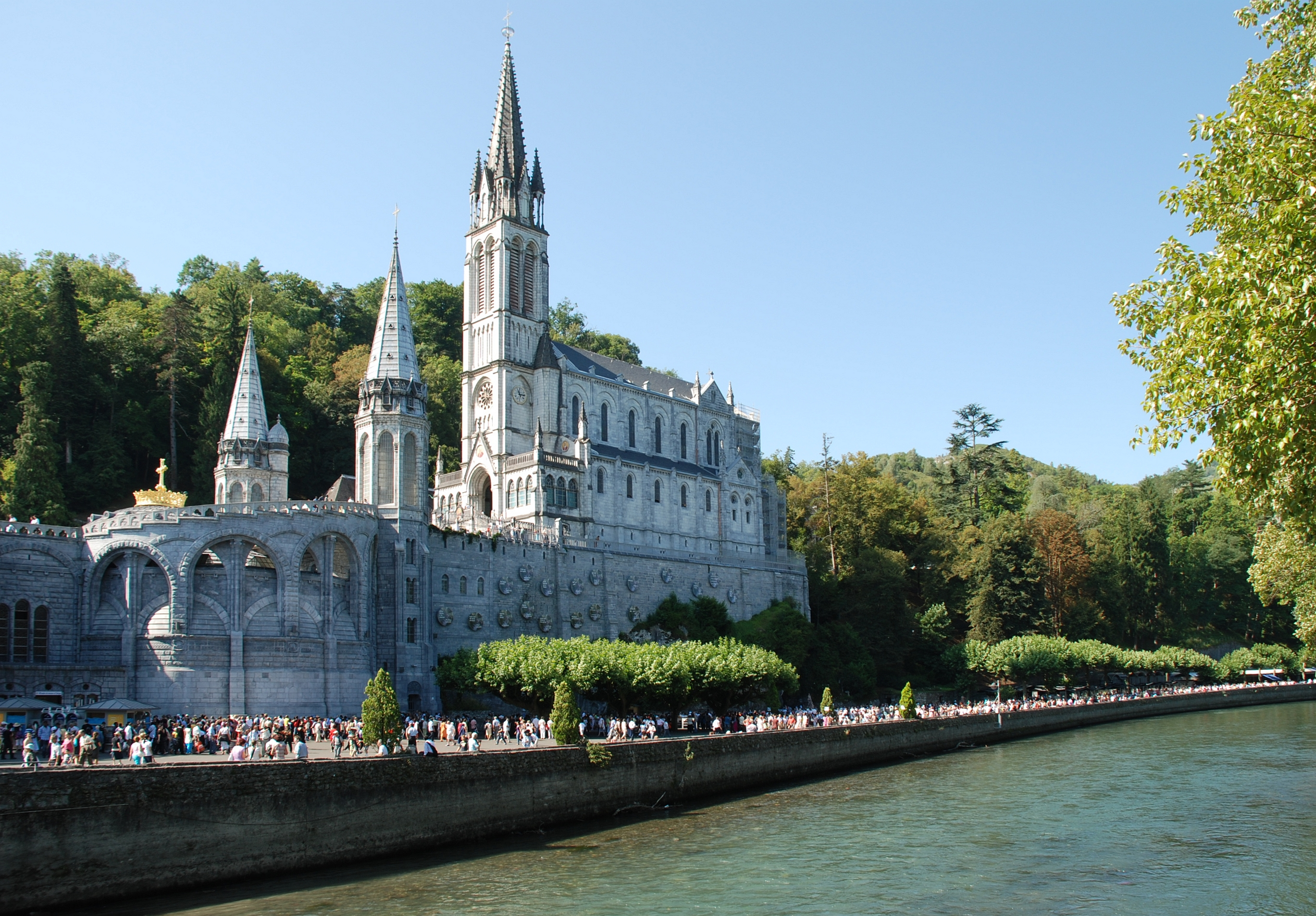
Basílica de la Inmaculada Concepció, situada al damunt de la gruta

Aclaparat, Peyramale va demanar a alguns vicaris i al bisbe perquè l'ajudin. Ells es van negar. Al maig de 1866, el bisbe Laurence va enviar a Lorda al pare Sempé i a tres missioners diocesans de Garaison. Pel que sembla, van ser enviats per ajudar a Peyramale en la seva tasca. Aquest cau malalt i quan es recupera, potser en 1867, descobreix que el control sobre l'administració del santuari va ser traslladat de la parròquia a la diòcesi. Seran els pares missioners diocesans de Garaison que des d'aquell moment tindran el domini de la cova.
La capella principal, construïda en les proporcions desitjades per Peyramale, és beneïda al 15 d'agost de 1871 i es va acabar en 1872. En 1874, va rebre del Papa Pius IX el títol de basílica menor i pren el nom de Basílica de la Immaculada Concepció.
A partir de 1874, Pius IX va concedir a Peyramale el títol de protonotari apostòlic ad instar participantium (com a participant).

### La construcció de l'església parroquial
Després d'aquest fet, Peyramale es va replegar a la seva parròquia. Havia perdut el control de la cova, però es va assegurar de que no el deixessin de banda per complet; les processons continuarien sortint de la seva església parroquial.
D'aquesta manera, es va convertir en «l'executor estricte de les ordres de la Mare de Déu» (que vinguin aquí en processó). Però si l'església parroquial volia ser el punt de trobada dels pelegrins, s'havia d'adaptar als números cada vegada majors de pelegrins. A partir de 1871, Peyramale va tornar al seu projecte favorit de construir una nova església parroquial. En 1874, va obtenir el consentiment del bisbe. Sota el mandat del Consell de la prefactura per a rebre donacions per la construcció, va posar en marxa una subscripció, va dissenyar els plànols i les especificacions, i va lluitar per adquirir el terreny. La benedicció de la primera pedra va ser el 28 de juliol de 1875.
El final de la vida de Monsenyor Peyramale es va veure enfosquida per les greus dificultats trobades en el finançament del projecte, perquè les donacions van deixar d'arribar: «totes les donacions enviades a la nova església han acabat a la cova», és a dir, als missioners diocesans de Garaison. El contractista només va rebre 209.000 francs dels 477.000 francs que havia demanat per la feina. A l'1 de gener de 1877, es va aturar l'obra de construcció. En aquell moment, l'església estava mig feta. Les bases i els capitells de les columnes encara no estaven decorades. El 12 de febrer, el contractista va portar als tribunals al Consell de la prefectura, a Peyramale, al tresorer de la construcció i a l'alcalde. Malgrat els seus millors esforços, Monsenyor Peyramale només va poder recollir 30.000 francs dels 268.000 que devia al contractista.
Va morir el 8 de setembre de 1877 sense veure la seva església finalitzada.

## La finalització de l'església parroquial

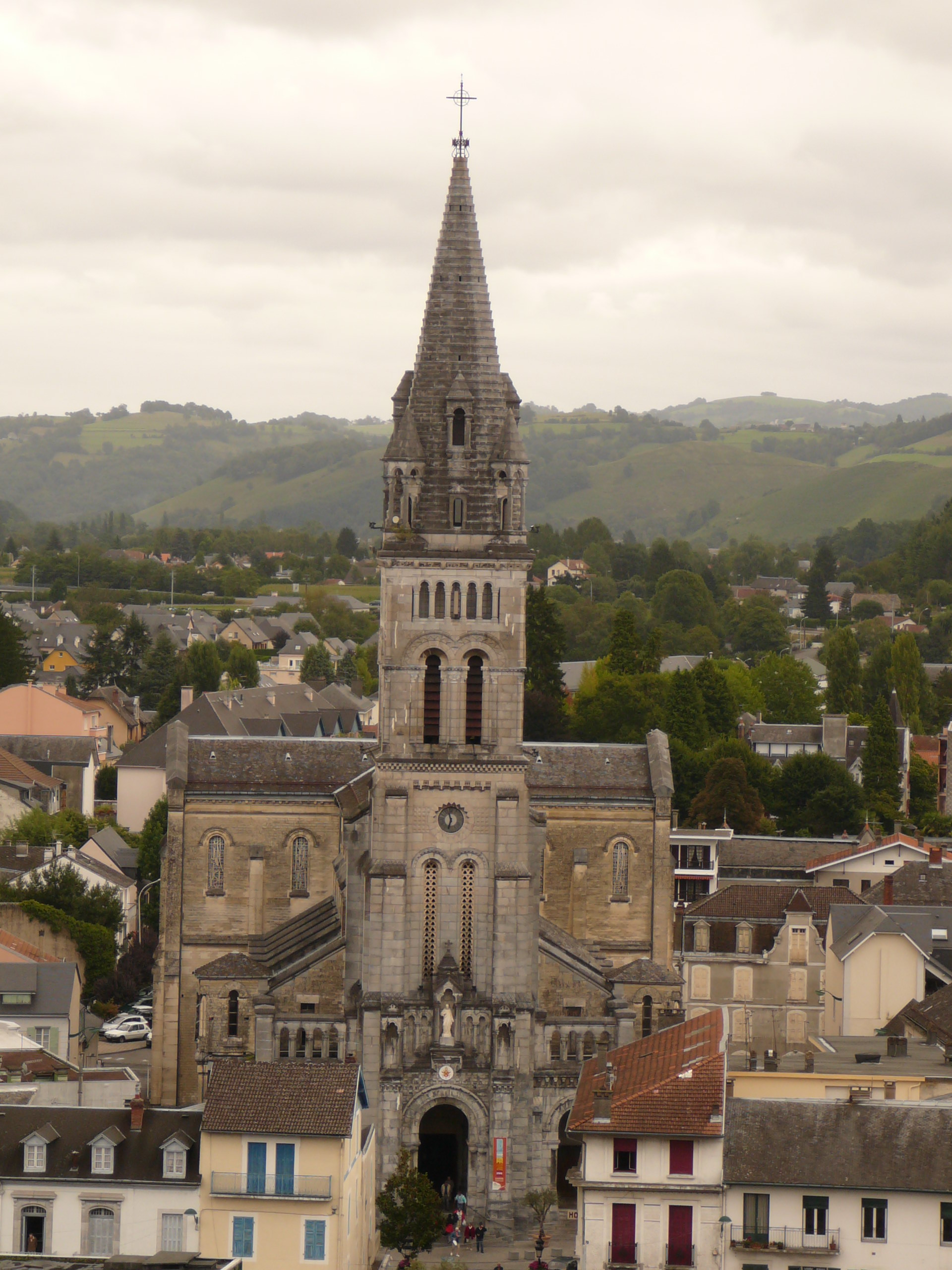
El Sagrat Cor, la nova església parroquial de Lorda, acabada el 1936

El cas es va convertir en un malson per al contractista perquè tant del municipi com la del bisbe de Tarba, el bisbe Jean-Baptiste Jourdan, no volien assumir la responsabilitat del cas. El germà de Peyramale, Alexander, va creure que era el seu deure de fer-ho, i es va llançar en una batalla que va durar gairebé vint anys, on va gastar el seu patrimoni personal.
En 1894, Émile Zola va publicar la novel·la «Les trois villes. Lourdes», on descriu la ingratitud general. Va descriure l'escena de devastació que va veure, quinze anys després de la mort del sacerdot: «la seva tomba abandonada en la cripta inundada de la seva església sense sostre ...»
L'èxit del llibre contribuirà a «sensibilitzar» i a «obrir alguna cartera».
Durant la nit de l'1 de gener de 1896, un desconegut va provocar un incendi a l'antiga església de Saint-Pierre. Aquest any, es va nomenar un nou alcalde, Jean-Marie Cazaux-Moutou, que estableix un nou acord amb el contractista. El nou bisbe de Tarba, Monsenyor Billère, va accedir a finançar la finalització dels treballs. Després de vint anys d'interrupció, es van reprendre les obres.
Al 8 de setembre de 1903, es va inaugurar la nova església. Pel que fa a Sant-Pierre, la construcció es remunta potser a 1003, i va ser enderrocada al 1905. La construcció de la nova l'església parroquial, el Sagrat Cor, no es va acabar fins al 1936, amb la finalització de la torre, i va ser beneïda el 5 de juliol.

## Commemoració

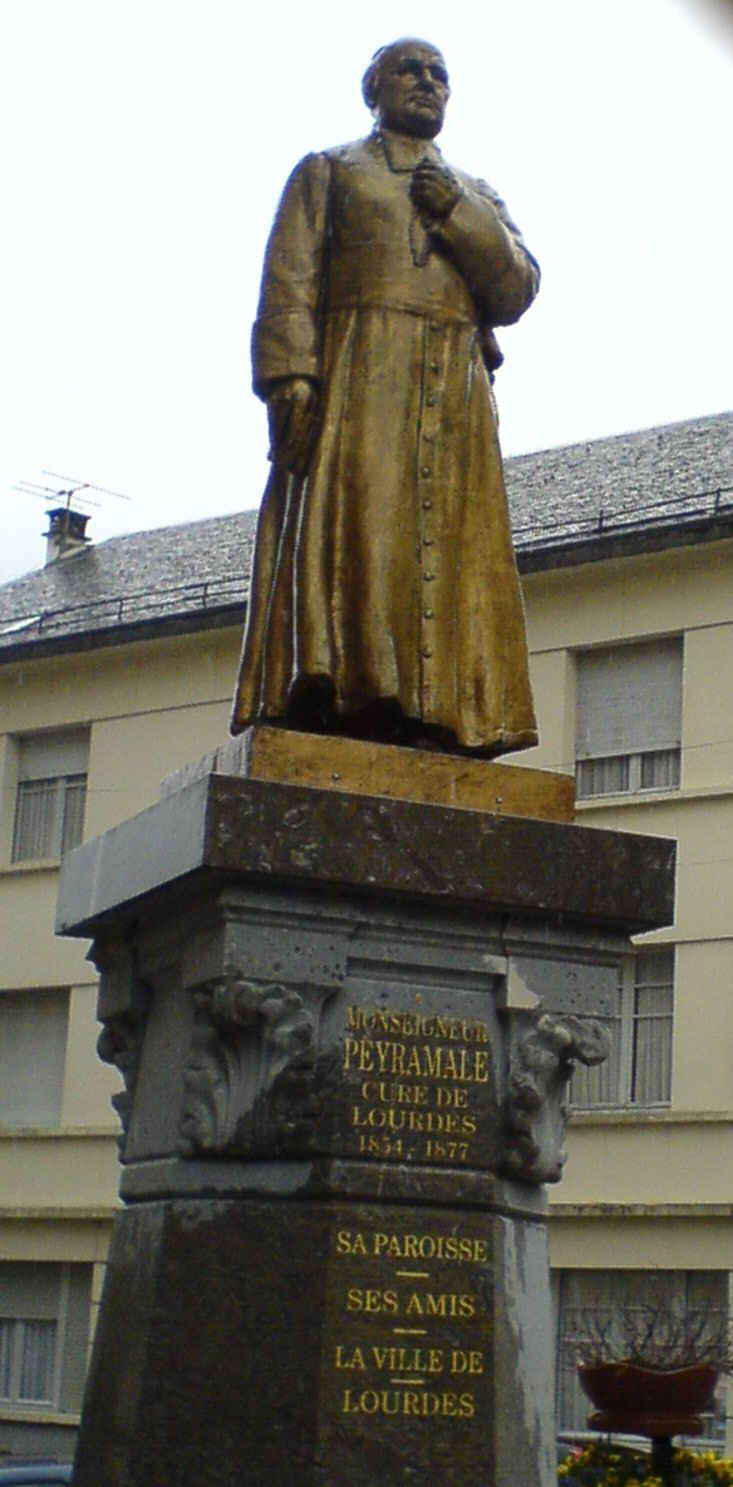
Estàtua de Peyramale, prop de l'església parroquial de Lorda

Es pot veure la tomba de marbre blanc de Peyramale en la cripta de la seva església. La seva estàtua, donada per la duquessa d'Usès en 1877, està en el costat de l'edifici. En Lorda, el carrer on vivia porta el seu nom.

### En la literatura
L'agost de 1892, Émile Zola va venir a passar tretze dies a Lorda per a documentar-se. Va escriure un diari: El meu viatge a Lorda (que no va aparèixer fins a 1958), cosa que li va permetre escriure la novel·la Lorda, publicada en 1894. En aquests dos llibres, Zola parla extensament de Peyramale i de la seva església. Ell descriu a Peyramale com «una intel·ligència aguda, molt honest, molt bo, però de vegades dominant i violent». La seva rivalitat amb els missioners de Garaison es presenta aquí com una «lluita enfurismada», una d'aquestes «lluites sordes, amargues, mortals», una «guerra a mort», i una «terrible guerra sense treva», on Peyramale apareix com a víctima.
Joris-Karl Huysmans també va anar a Lorda. Aquest viatge li va inspirar el 1906 (l'any següent a la destrucció de l'església de Saint-Pierre) la novel·la «Les Foules de Lourdes» (La multitud de Lorda). L'escriptor té una mirada de sorpresa en l'«hemorràgia de mal gust» que afecta a la ciutat des del reconeixement de les aparicions. Va dir que, en particular, l'església parroquial de Peyramale:

### Al cinema i a la televisió
En la pantalla, el paper de Pare Peyramale ha sigut realitzat successivament per:
- Charles Bickford en «Le Chant de Bernadette» (La cançó de Bernadeta, 1943), pel·lícula estatunidenca de Henry King ;
- Henri Nassiet en «Il suffit d'aimer» (És suficient estimar, 1960), pel·lícula francesa de Robert Darène ;
- Agustín González en «Aquella joven de blanco» (Aquella jove de blanc, 1965), pel·lícula espanyola de León Klimovsky ;
- Jacques Debary en «L'Affaire Lourdes» (El cas de Lorda, 1967), telefilm francés de Marcel Bluwal ;
- Jean-Marc Bory en «Bernadette» (Bernardeta, 1988), pel·lícula francesa de Jean Delannoy ;
- Michel Aumont en «Je m'appelle Bernadette» (Em dic Bernardeta, 2011), pel·lícula francesa de Jean Sagols.